# Kościół św. Wojciecha w Bolesławiu
Kościół świętego Wojciecha – rzymskokatolicki kościół parafialny należący do parafii pod tym samym wezwaniem (dekanat Szczucin diecezji tarnowskiej).
Obecna świątynia została wzniesiona w latach 1605–1632 i ufundowana przez Stanisława Ligęzę, starostę opoczyńskiego, natomiast ukończona została dzięki staraniom Jana Kozietulskiego. Budowla została konsekrowana przez biskupa sufragana krakowskiego Tomasza Oborskiego w 1634 roku. Po zniszczeniach w 1711 roku została wyremontowana. W latach 1855-62 zostało odnowione wnętrze, natomiast w latach 1890-91 została przedłużona nawa, z kolei w latach 1904-06 nawa została nakryta pozornym sklepieniem.
Pierwotnie świątynia nosiła cechy stylów: renesansowego i barokowego, następnie została przekształcona i pozbawiona cech stylowych oprócz późnorenesansowej kaplicy Ligęzów. Kościół został wzniesiony z cegły i jest otynkowany. Budowla jest jednonawowa i posiada prezbiterium zamknięte półkoliście, z jego lewej i prawej strony są umieszczone dwie przybudówki mieszczące zakrystie. Z lewej i prawej strony nawy znajdują się symetrycznie usytuowane kaplice. Od strony południoej jest umieszczona kaplica Ligęzów wzniesiona w 1605 roku z sygnaturą budowniczego: Thomas Vincenti Natalis Ragusinus, natomiast od o strony północnej kaplica powstała w końcu XIX wieku. Od strony zachodniej do nawy jest dostawiona kruchta. Na zewnątrz świątynia jest opięta skarpami, nakrywają ją dachy dwuspadowe, Nad nawą znajduje się wieżyczka na sygnaturkę o barokowym kształcie z latarnią. Kaplica Ligęzów w stylu późnorenesansowym, została zbudowana na planie kwadratu i jest nakryta kopułą z latarnią, w górnej części jest obwiedziona gzymsem konsolkowym, poniżej którego są umieszczone koliste okna. Wnętrze kaplicy posiada podziały pilastrowe z wnękami arkadowymi, natomiast na pendentywach kopuły znajdują się kartusze z herbami: Półkozic, Strzemię, Dołęga i Zadora. Polichromia wnętrza o motywach figuralnych została wykonana w 1935 roku.
Ołtarz główny został zbudowany w 1901 roku przez Wojciecha Samka i posiada współczesne mu rzeźby i obrazy. Ołtarz w kaplicy Ligęzów w stylu późnorenesansowym powstał na początku XVII wieku i jest ozdobiony obrazami św. Anny Samotrzeć i Koronacji NMP z tego samego okresu oraz rzeźbami świętych Wojciecha i Stanisława. Na ołtarzu znajdują się kartusze z herbami: Jastrzębiec, Gryf, Doliwa, Śreniawa oraz Dębno, Bończa, Ogończyk, Rogala. Chrzcielnica kamienna w stylu późnorenesansowym powstała na początku XVII wieku. Ambona w stylu rokokowym pochodzi z 2. połowy XVIII wieku. Dwa krucyfiksy w stylu barokowym, jeden z nich znajduje się w tęczy. Rzeźby świętych Piotra i Pawła, w stylu barokowym powstały w XVIII wieku i pochodzą z dawnego ołtarza głównego. Stacje Drogi Krzyżowej zostały wykonane w 1855 roku. Organy o 10 piszczałkach, wykonane zostały przed 1892 rokiem przez organmistrza Jana Śliwińskiego ze Lwowa. Świątynia posiada dwa pomniki nagrobne: pierwszy z nich to Stanisława Ligęzy i jego małżonki Katarzyny z  Broniowskich, renesansowy z 1605 roku, integralnie związany z architekturą kaplicy, jest ozdobiony klęczącymi postaciami zmarłych pod krucyfiksem i ujęty kolumnami, po bokach których są umieszczone rzeźby świętych Wojciecha i Stanisława; drugi z nich przedstawia leżącą postać rycerza w zbroi, jednego z Ligęzów, umieszczony jest w prezbiterium, reprezentuje styl renesansowy i powstał na początku XVII wieku. Kościół posiada także epitafia i tablice: pierwsze z nich to epitafium renesansowe z początku XVII wieku, dedykowane pamięci różnych członków rodziny Ligęzów; następna jest tablica powstała w 1632 roku i dotyczy kontynuacji budowy świątyni przez Jana Kozietulskiego; kolejna tablica znajduje się na zewnątrz kaplicy i upamiętnia jej budowę w 1605 roku.